# The Quill (musikgrupp)
The Quill är ett svenskt heavy metal-band från Mönsterås, bildat 1990. År 2021 bestod gruppen av Christian Carlsson, Jolle Atlagic, Roger Nilsson och Magnus Ekwall.

## Diskografi
- The Quill (1995)
- Silver Haze (1999)
- Voodoo Caravan (2002)
- Hooray! It’s a deathtrip (2003)
- In Triumph (2006)
- Full Circle (2011)
- Tiger Blood (2013)
- Born From Fire (2017)
- Earthrise (2021)